# Dermott Lennon

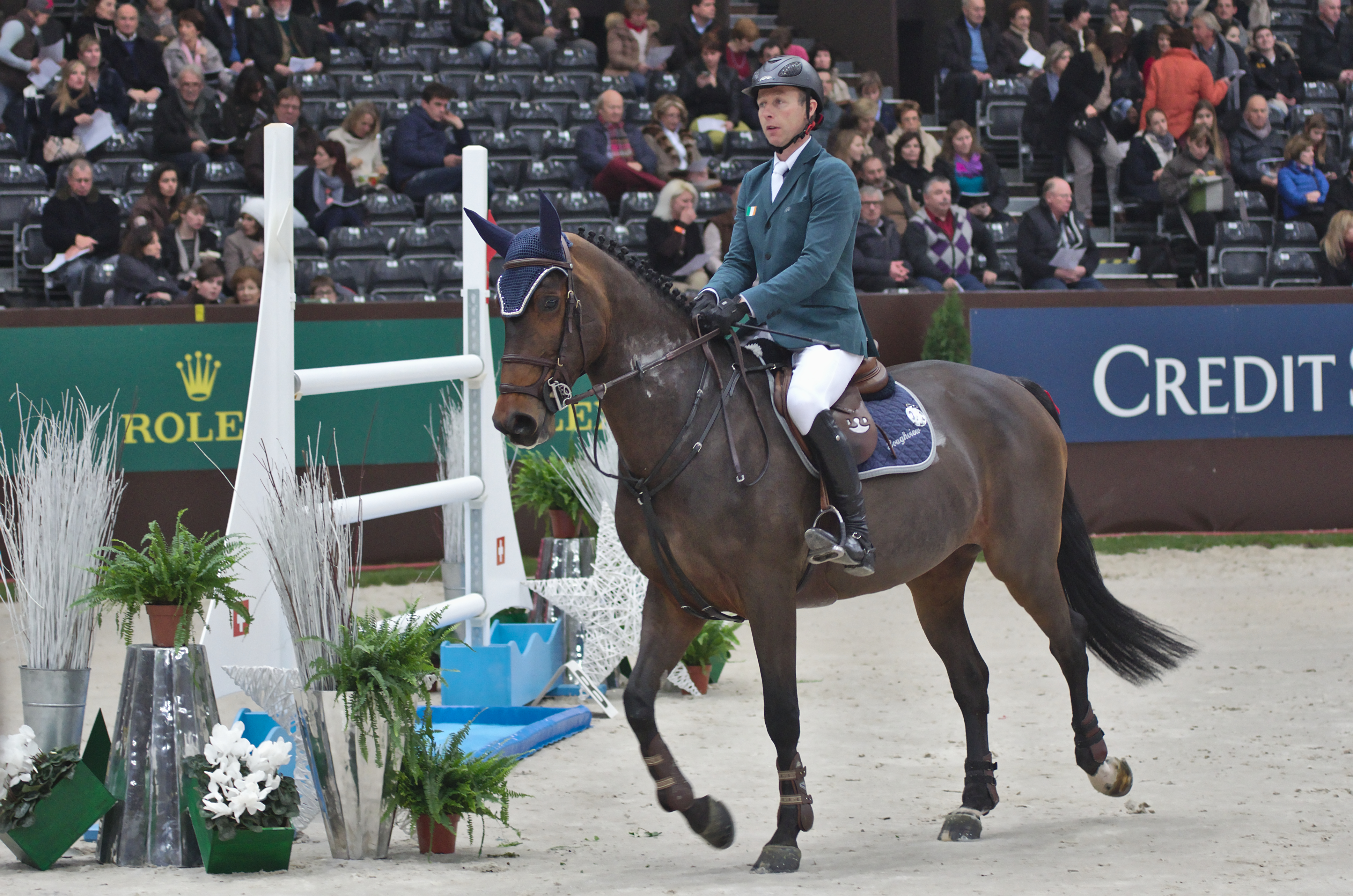
Dermott Lennon mit Loughview Lou-Lou beim CHI Genf 2013

Dermott Lennon (* 12. Juni 1969 in Banbridge, Nordirland) ist ein nordirischer Springreiter, der für Irland im internationalen Reitsport startet. Er lebt in Banbridge, Nordirland, und betreibt dort mit  seiner Ehefrau und seinem Bruder einen Reit- und Handelsstall. Er hat eine Tochter.

## Werdegang
Lennons Eltern hatten bereits ein paar Ponys. Dermott Lennon entschied sich im Alter von 19 Jahren, nach England zu gehen und sich vollständig auf die Reiterei zu konzentrieren. Nach zweieinhalb Jahren kehrte er von dort zurück und betrieb von Nordirland aus den Reitsport. 1999 konnte er, unter anderem mit der erst achtjährigen Liscalgot, erstmals an internationalen Turnieren teilnehmen. Im Jahr 2001 gewann er mit der irischen Mannschaft die Goldmedaille bei der Europameisterschaft der Springreiter in Arnheim.
Seinen größten Erfolg feierte er 2002 mit dem überraschenden Gewinn der Weltmeisterschaft in Jerez auf seinem Pferd Liscalgot. In Folge lebte er einige Jahre in den Niederlanden, kehrte dann jedoch an seinen Heimatort zurück.
An den Olympischen Spielen 2004 in Athen konnte er nicht teilnehmen, da sich Liscalgot längerfristig verletzte. Diese Verletzung erwies sich als so schwerwiegend, dass man sich entschied, Liscalgot aus dem aktiven Sport zu nehmen.
Nach dem Karriereende von Liscalgot konnte Lennon zunächst nicht an alte Erfolge anknüpfen. Seit Ende 2007 stellt er mit Hallmark Elite wieder ein Pferd erfolgreich im internationalen Turniersport vor. Mit diesem war er unteren anderem bei mehreren Großen Preisen in Portugal im Sommer 2009 erfolgreich, Ende Februar 2010 erreichte er mit Hallmark Elite den dritten Platz in der Weltcup-Wertungsprüfung von Göteborg. Die Weltcup-Saison 2009/2010 schloss er mit einem fünften Platz im Weltcupfinale mit Hallmark Elite ab.

## Pferde

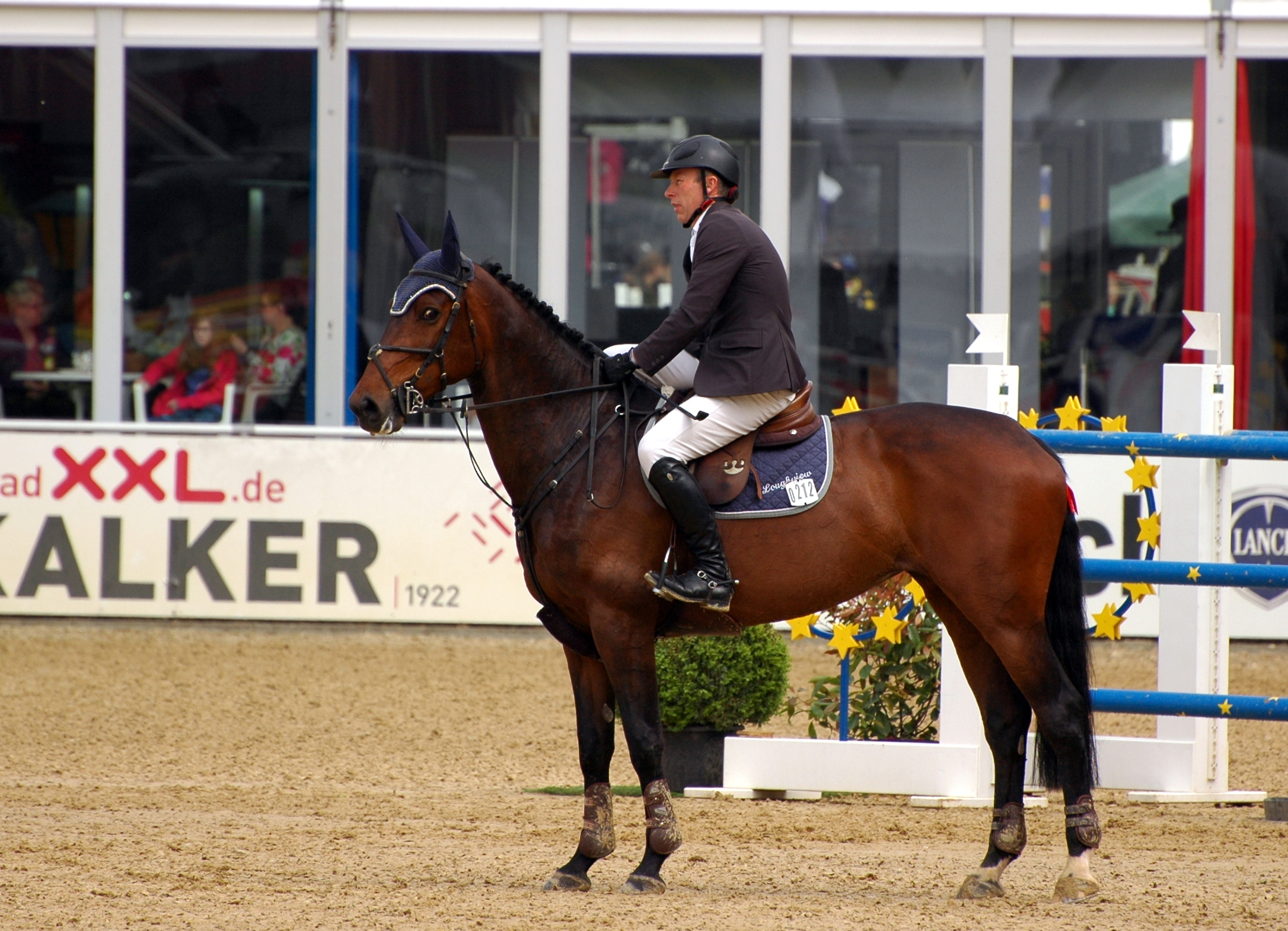
Dermott Lennon und Loughview Lou-Lou beim Maimarkt-Turnier Mannheim 2015

- Loughview Lou-Lou (* 2002), braune Irische Stute, Vater: Limmerick, Muttervater: Jack of Diamonds[4]
- Liscalgot (* 1991; † 2016), braune Irische Stute, Vater: Touchdown, Muttervater: Tula Rocket xx[5][2]
- Hallmark Elite (* 2000; † 2016), brauner KWPN-Wallach, Vater: Larino[6][7]
- Kalvinretto (* 2000), Schimmelwallach, Vater: Kildare, Muttervater: Calvin Z; im Sommer 2011 in die Vereinigten Staaten von Amerika verkauft[8]

## Erfolge (seit 2008)
- 2008:
  - 1. Platz im Großen Preis des CSI 2* Towerlands (Braintree, Essex, GBR) mit Hallmark Elite
- 2009:
  - 4. Platz im Großen Preis des CSI 2* Balmoral (IRL) mit Hallmark Elite
  - 2. Platz im Großen Preis des CSI 3* Ponte de Lima (POR) mit Hallmark Elite
  - 1. Platz im Großen Preis des CSI 3* Vilamoura (POR) mit Hallmark Elite
  - 4. Platz mit der irischen Mannschaft im Nationenpreis von Gijón (ESP) mit Hallmark Elite
  - 4. Platz in der Weltcupprüfung von Syracuse (CSI 4*-W; USA) mit Hallmark Elite
- 2010:
  - 3. Platz in der Weltcupprüfung von Göteborg (CSI 5*-W) Hallmark Elite
  - 1. Platz mit der irischen Mannschaft im Nationenpreis von Aachen (CSIO 5*) mit Hallmark Elite
  - 3. Platz im Großen Preis von Madrid (CSI 5*) mit Hallmark Elite
  - 4. Platz in der Weltcupprüfung von Toronto (CSI 4*-W) mit Hallmark Elite
- 2011:
  - 2. Platz im Großen Preis von Kopenhagen (CSIO 4*) mit Kalvinretto
  - 1. Platz im Nationenpreis von Kopenhagen (CSIO 4*) mit Kalvinretto
  - 3. Platz in der Weltcupprüfung von Toronto (CSI 4*-W) mit Hallmark Elite
  - 3. Platz in der Weltcupprüfung von London (CSI 5*-W) mit Hallmark Elite
  - 1. Platz im Großen Preis von London (CSI 5*-W) mit Lou-Lou

(Stand: 19. Dezember 2011)